# Беллерс, Джон
Джон Беллерс (англ. John Bellers; 1654 — 8 февраля 1725) — английский экономист, социальный реформатор, утопист.

## Биография
Принадлежал к общине квакеров. Предложил проект рабочего колледжа. Выпустил в Бристоле в 1696 году неконвертируемые деньги с нулевой доходностью. На протяжении всей жизни разрабатывал социальные реформы, направленные на улучшения жизни основной массы народа.

## Социально-экономические взгляды, реформаторские идеи и концепция воспитания
Был одним из ранних социалистов-утопистов. Считал, что рабочие создают трудом больше продуктов, чем это необходимо для их существования. Видел источник богатства в труде, а не в благородных металлах. Деньги, по его мнению, это наименее полезная вещь, просто счётный знак. Неоднократно выдвигал проекты социальных реформ с целью избавления общества от имущественного неравенства и нищеты. Выдвинул идею создания кооперативных колоний, где мерилом оценки будут не деньги, а доля труда, вложенная человеком в общественное производство. Оказал влияние на Р. Оуэна. К. Маркс и Ф. Энгельс называли Беллерса истинным феноменом в истории политической экономии.
Беллерс разработал проект изменения общества путём трудового воспитания всего народа, предложив для этого учреждать колледжи, в которых подростки и юноши — выходцы из всех социальных слоёв — воспитываются в духе трудолюбия. Соответствующий план изложен в сочинении Беллерса «Предложения об учреждении трудового колледжа». Концепция воспитания. Цель — Воспитание в духе трудолюбия, превращение частного интереса в общественный, превращение труда в мерило всего. Считал необходимым организацию трудовых колледжей для бедных и богатых, для всех возрастных групп, которые бы совмещали промышленное предприятие и школу. Что приведёт к всеобщему вовлечению граждан в труд и в результате к росту благосостояния страны. Принципы построения колледжа: 1. всевозрастность; 2. многонациональность; 3. все виды ремёсел и всё необходимое для них; 4. самоокупаемость; 5. дисциплина, постоянный надзор учителей и руководства; 6. охрана от дурного влияния внешнего мира. Физический труд: наглядный опыт, развитие тела, основа умственного развития, содействует счастью, приносит доход. Отмечал, что излишний умственный труд вредит здоровью, уму, ведёт к потери времени. По мнению Беллерса, физический труд более полезен для человека и общества, должен преобладать над умственным обучением. Воспитание и обучение стимулируются поощрением, соперничеством, наказанием, но не физическим, так как оно портит дарование, ослабляет дух, необходимый для учения, при этом обида ослабляет память и приводит мысли в беспорядок. Содержание обучения и воспитания. Обучение: чтение, письмо, профессиональное обучение с 4 лет. Воспитание: добродетель, подчинение воле Бога, трудолюбие, дисциплинированность. Выделял следующие возрастные группы: ребёнок, подросток, юноша, старение (необходимо уменьшить работу на один час), после 60 лет (назначение надзирателем). Концепция воспитания Беллерса основана на принципе «Не трудящийся да не ест!». По Д. Беллерсу труд представлялся не только средством подготовки к определённой профессии, помимо овладения мастерством он ценил его за общеобразовательные возможности и видел в нём мощный стимул общего развития личности. Сочетая общее образование и труд, воспитанники, по его мнению, смогут обучаться «всему полезному». Трудовой колледж рассматривался Д. Беллерсом как школа, предназначенная для бедных, но где смогут учиться и дети богатых. Проект Д. Беллерса оказался вскоре забытым и был вновь обнаружен лишь в 1817 г. и переиздан Р. Оуэном.

## Труды
«Проект учреждения рабочего колледжа всех полезных ремёсел и сельского хозяйства»